# Bruce McCandless
Bruce McCandless II (Boston, 8 de junho de 1937 – Los Angeles, 21 de dezembro de 2017) foi um astronauta norte-americano, o primeiro homem a caminhar no espaço sem estar ligado à nave-mãe. O fato ocorreu durante a missão STS-41-B do ônibus espacial Challenger, em fevereiro de 1984.

## Biografia

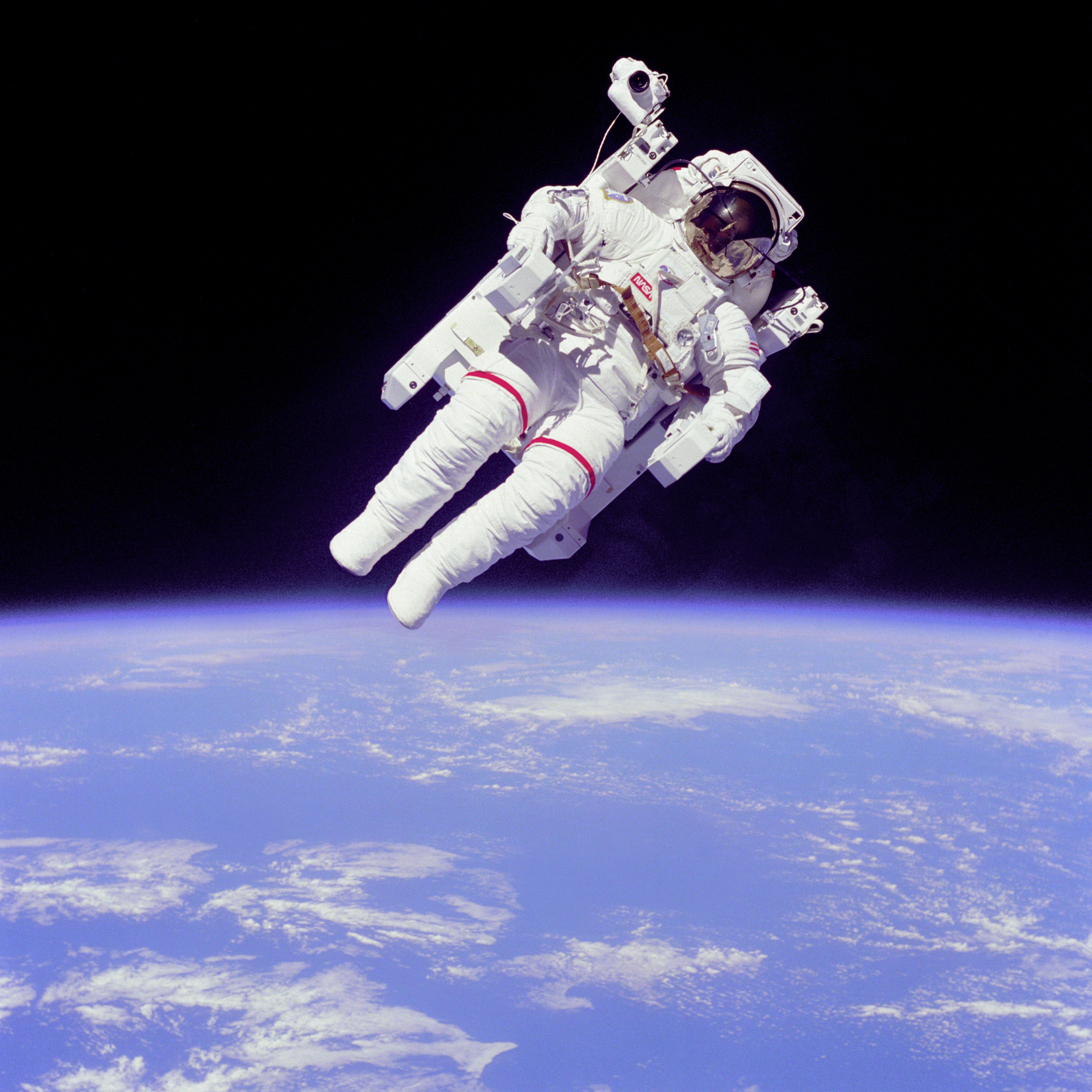
Bruce McCandless solto no espaço.

McCandless se formou em ciência pela Academia Naval dos Estados Unidos, recebendo treinamento de piloto de combate, e conseguiu um doutorado em engenharia elétrica na Universidade de Stanford em 1965. No começo dos anos 1960, serviu como piloto da marinha, baseado nos porta-aviões USS Forrestal e USS Enterprise, onde se encontrava durante a crise dos mísseis de Cuba em outubro de 1962.
Em abril de 1966 foi um dos dezenove oficiais selecionados pela NASA para o treinamento de astronauta e suas primeiras missões foram a de fazer parte da equipe de apoio da Apollo 14 e a de piloto reserva da primeira missão Skylab; nesta época, McCandless foi também um dos principais colaboradores do desenvolvimento da Unidade Portátil de Manobra, um novo experimento que permitiria aos astronautas realizarem Atividades extra-veiculares no espaço sem ligação com a nave-mãe.
Bruce McCandless esteve duas vezes no espaço e na primeira delas em 1984, a bordo da Challenger, na missão STS-41-B, fez o primeiro teste em órbita com o experimento que ajudou a desenvolver, tornando-se o primeiro astronauta da história a andar no espaço completamente livre.
Na sua segunda missão, STS-31, em abril de 1990, fez parte da tripulação da Discovery que colocou em órbita o telescópio espacial Hubble.